# Periera

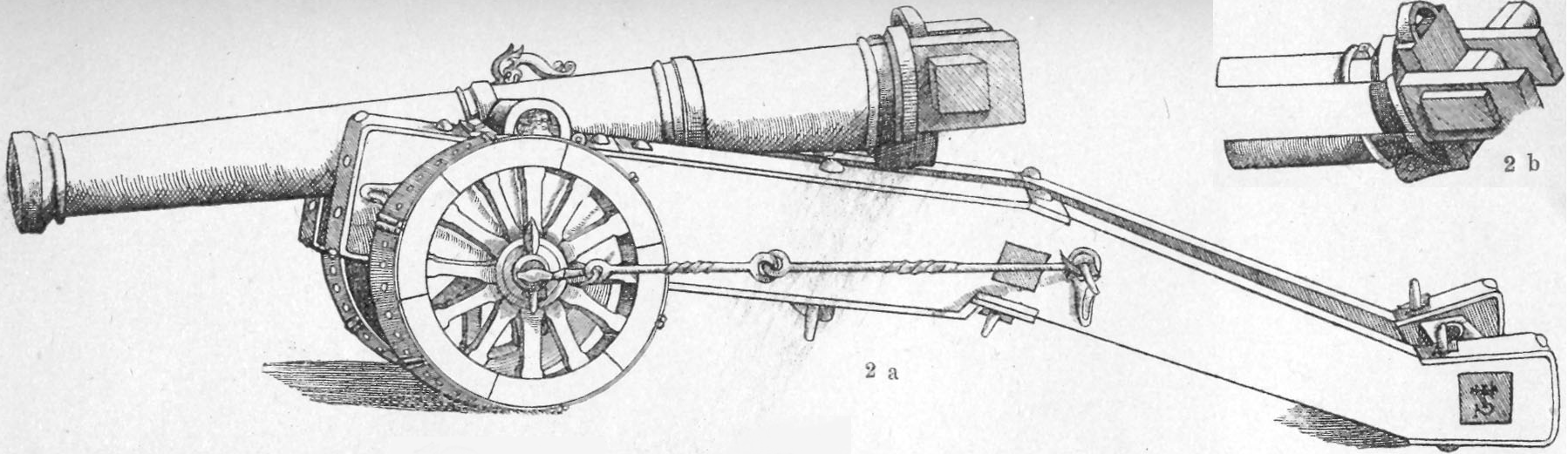
Steinbuechse+Hinterladungssystem (16th century)

Periera, petriera - dawne działo okrętowe, strzelające kulami kamiennymi, używane od końca XV wieku do połowy XVII wieku, w niektórych flotach dłużej. 
Były to krótkolufowe działa odprzodowe, odlewane z brązu. Długość przewodu lufy wynosiła zwykle od 8 do 12 kalibrów. Działa te strzelały kulami kamiennymi, znacznie lżejszymi od żeliwnych o tym samym kalibrze (średnicy), przez to mogły używać słabszych ładunków miotających. W konsekwencji, ściany luf perier mogły być cieńsze od dział strzelających podobnej średnicy kulami żeliwnymi, a przez to periery były znacznie lżejsze od takich dział (ważąc mniej o ok. 30-50%) i mogły stanowić uzbrojenie także mniejszych okrętów.
Periery mogły również występować jako prymitywne działa odtylcowe, tzw. komorowe, nazwa pochodzi od wymiennych komór prochowych, które napełnione prochem umieszczano w specjalnym gnieździe, w tylnej części lufy i mocowano specjalnym klinem. Konstrukcja ta została zarzucona praktycznie w końcu XVI w. z uwagi na nieszczelności pomiędzy komorą prochową a kanałem lufy, co powodowało wydobywanie się gazów prochowych i zmniejszenie siły wyrzucającej pocisk.
Pociski perier, mimo małej przebijalności i zasięgu, dzięki dużej średnicy wywoływały jednak rozleglejsze zniszczenia. Szczególnie skuteczne były przeciw słabiej zbudowanym jednostkom o napędzie wiosłowym, dlatego najdłużej pozostały w użyciu na Morzu Śródziemnym (w marynarce tureckiej aż do końca XVIII wieku). Wadą perier była duża pracochłonność wykonania pocisków - kul kamiennych.
Późniejszym typem działa o zbliżonym charakterze (lekkie, o dużej sile rażenia) była karonada.

## Literatura
- Piotr Olender: Okręty wojenne 1492-1650 w: "Morza, statki i okręty" 4/2005